# Hana Yoshida
Hana Yoshida (jap. 吉田 陽菜 Yoshida Hana; * 21. Dezember 2005 in Nagoya) ist eine japanische Eiskunstläuferin, die im Einzellauf antritt.

## Sportliche Karriere
Hana Yoshida begann 2012 mit dem Eiskunstlauf. In der Saison 2019/20 trat sie erstmals bei den nationalen Meisterschaften der Erwachsenen an, wo sie den 19. Platz belegte, während sie bei den japanischen Junior-Meisterschaften desselben Jahres die Bronzemedaille gewann; im folgenden Jahr gewann sie dort Silber.
In der Saison 2022/23 gewann Yoshida zwei Goldmedaillen im ISU Junior Grand Prix, womit sie sich für das Finale qualifizierte, in dem sie Platz 6 belegte. Sie wurde auch Sechste bei den Japanischen Meisterschaften und wurde zu den Vier-Kontinente-Meisterschaften entsandt, wo sie den 8. Platz erreichte.

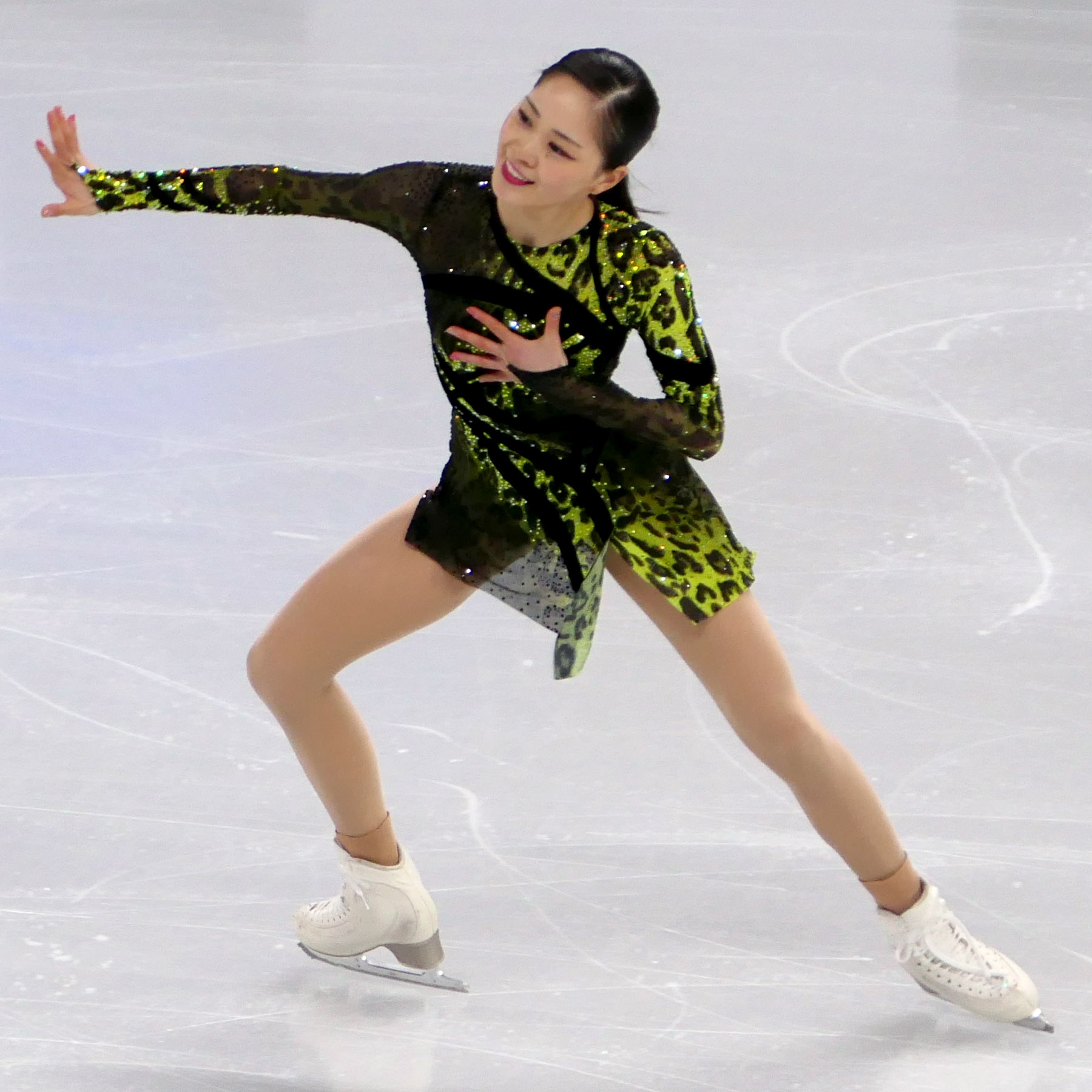
Hana Yoshida bei den Eiskunstlauf-Weltmeisterschaften 2024

Zur Saison 2023/24 wechselte Yoshida vollständig von den Junioren- zu den Erwachsenen-Wettbewerben. Sie gewann die Silbermedaille bei der Lombardia Trophy und erhielt zwei Einladungen in die ISU-Grand-Prix-Serie. Bei Skate America wurde sie Vierte, beim Cup of China gewann sie die Goldmedaille, was ihr einen Platz im Grand-Prix-Finale sicherte.
Yoshida trainiert bei Mie Hamada, ihre Choreografinnen sind Lori Nichol und Kaitlyn Weaver.

## Ergebnisse
| Meisterschaft/Saison               | 2017/18 | 2018/19 | 2019/20 | 2020/21 | 2021/22 | 2022/23 | 2023/24 |
| ---------------------------------- | ------- | ------- | ------- | ------- | ------- | ------- | ------- |
| Vier-Kontinente-Meisterschaften    |         |         |         |         |         | 8.      |         |
| Japanische Meisterschaften         |         |         | 19.     | 16.     | 9.      | 6.      | 7.      |
| Grand-Prix-Serie/Saison            | 2017/18 | 2018/19 | 2019/20 | 2020/21 | 2021/22 | 2022/23 | 2023/24 |
| Grand-Prix-Finale                  |         |         |         |         |         |         | 3.      |
| Skate America                      |         |         |         |         |         |         | 4.      |
| Cup of China                       |         |         |         |         |         |         | 1.      |
| Challenger-Serie + Sonstige/Saison | 2017/18 | 2018/19 | 2019/20 | 2020/21 | 2021/22 | 2022/23 | 2023/24 |
| Lombardia Trophy                   |         |         |         |         |         |         | 2.      |
| Juniorenmeisterschaft/Saison       | 2017/18 | 2018/19 | 2019/20 | 2020/21 | 2021/22 | 2022/23 | 2023/24 |
| Junior-Grand-Prix-Finale           |         |         |         |         |         | 6.      |         |
| Junior Grand Prix Egna-Neumarkt    |         |         |         |         |         | 1.      |         |
| Junior Grand Prix Turin            |         |         |         |         |         | 1.      |         |
| Japanische Juniorenmeisterschaften | 8.      |         | 3.      | 2.      | 4.      |         |         |